# Боднек, Вальтер
Ва́льтер Бо́днек (17 декабря 1885, Псков, Российская империя — ?) — российский спортивный стрелок. Участник летних Олимпийских игр 1912 года.

## Биография
Вальтер Боднек родился 17 декабря 1885 года в Пскове.
В 1912 году вошёл в состав сборной Российской империи на летних Олимпийских играх в Стокгольме. Выступал в стендовой стрельбе в дисциплине трап, проходившей в три этапа с отсевом половины худших стрелков после первой и второй стадий. На первом этапе разбил 15 из 20 мишеней — глиняных голубей и в числе 40 стрелков продолжил борьбу. На втором этапе разбил ещё 21 из 30 мишеней, но с суммой 36 мишеней не смог попасть в третий этап и поделил 35-36-е места с маркизом Жоржем де Креки-Монфором из Франции, уступив три точных выстрела худшим из тех, кто продолжил борьбу на финальной стадии.
В составе российской сборной Боднек опередил Павла Лита и Бориса Пертеля, выбывших после первого этапа, и уступил завоевавшему бронзовую медаль Гарри Блау и занявшему 23-е место Леонарду Сытину.
Боднек — первый и до 1960 года единственный уроженец Пскова, участвовавший в Олимпийских играх.
О дальнейшей жизни данных нет.